# Stadio Nou Camp
Lo Stadio Nou Camp, noto come Stadio León (in spagnolo Estadio León), è uno stadio di calcio situato nella città di León (Guanajuato), nel Bajío, regione centrale del Messico.
Aperto nel 1967, lo stadio ha una capienza di 31 297 spettatori ed è utilizzato soprattutto per le partite di calcio del Club León Fútbol Club. Ha ospitato alcuni incontri del campionato mondiale di calcio 1970 e del campionato mondiale di calcio 1986.

## Storia
La costruzione dell'impianto iniziò il 18 agosto 1965 e terminò alla fine del 1966. Il 4 febbraio 1967 si tenne il primo match nello stadio, la partita vinta per 2-1 dal León contro l'América, valida per il campionato messicano del 1966-1967. Il 1º marzo seguente lo stadio fu inaugurato ufficialmente con una partita vinta per 2-1 dal Santos contro il River Plate.
Nell'ottobre 2020 il León si è trasferito allo stadio Victoria, impianto di casa del Necaxa, avendo dovuto lasciare lo stadio Nou Camp dopo aver perso una battaglia legale.